# Mounir El Aarej
Mounir El Aarej, né le 16 juin 1977, est un joueur de tennis professionnel marocain, originaire de Tanger.

## Carrière
Il est principalement connu pour avoir joué en Coupe Davis avec l'équipe du Maroc aux côtés du trio Younès El Aynaoui, Hicham Arazi et Karim Alami, disputant 19 rencontres de 1996 à 2008. En 2001, il a joué un match sans enjeu contre le n°2 mondial Gustavo Kuerten lors du premier tour du groupe mondial. En 2004, il remplace El Aynaoui face à l'Argentine et perd son premier match (6-1, 6-1, 6-4) face au n°4 mondial Guillermo Coria et le double avec Mehdi Tahiri. Il a également participé à des rencontres de barrage en 1996 face à la Suisse (défaite contre Marc Rosset), en 2003 contre la Grande-Bretagne (défaite en double contre Tim Henman et Greg Rusedski) et en 2004 face à l'Australie de Wayne Arthurs. En 2005, il sauve son équipe de la relégation en deuxième division euro-africaine grâce à une victoire sur Rik De Voest. Il n'a remporté que 8 matchs pour 23 défaites dans la compétition mais compte deux victoires sans enjeu sur des joueurs du top 50 : Michel Kratochvil (no 37) en 2002 et Filippo Volandri (no 31) en 2005.
Vainqueur de 12 tournois ITF dont huit en simple, il a obtenu une médaille de bronze en double aux Jeux méditerranéens de 2001, une médaille d'or par équipe et une médaille d'argent en double messieurs aux Jeux panarabes de 2007. Sur le circuit Challenger, il est demi-finaliste en simple à Tanger en 2000, Dresde en 2005 et à Casablanca en 2007 et finaliste en double à Barcelone en 2004 et Fès en 2007. Sur le circuit principal ATP, il a participé à onze reprises au Grand-Prix Hassan II, a atteint le deuxième tour en simple en 2002 et les demi-finales en double en 2004 avec Mehdi Tahiri.